# Istók János

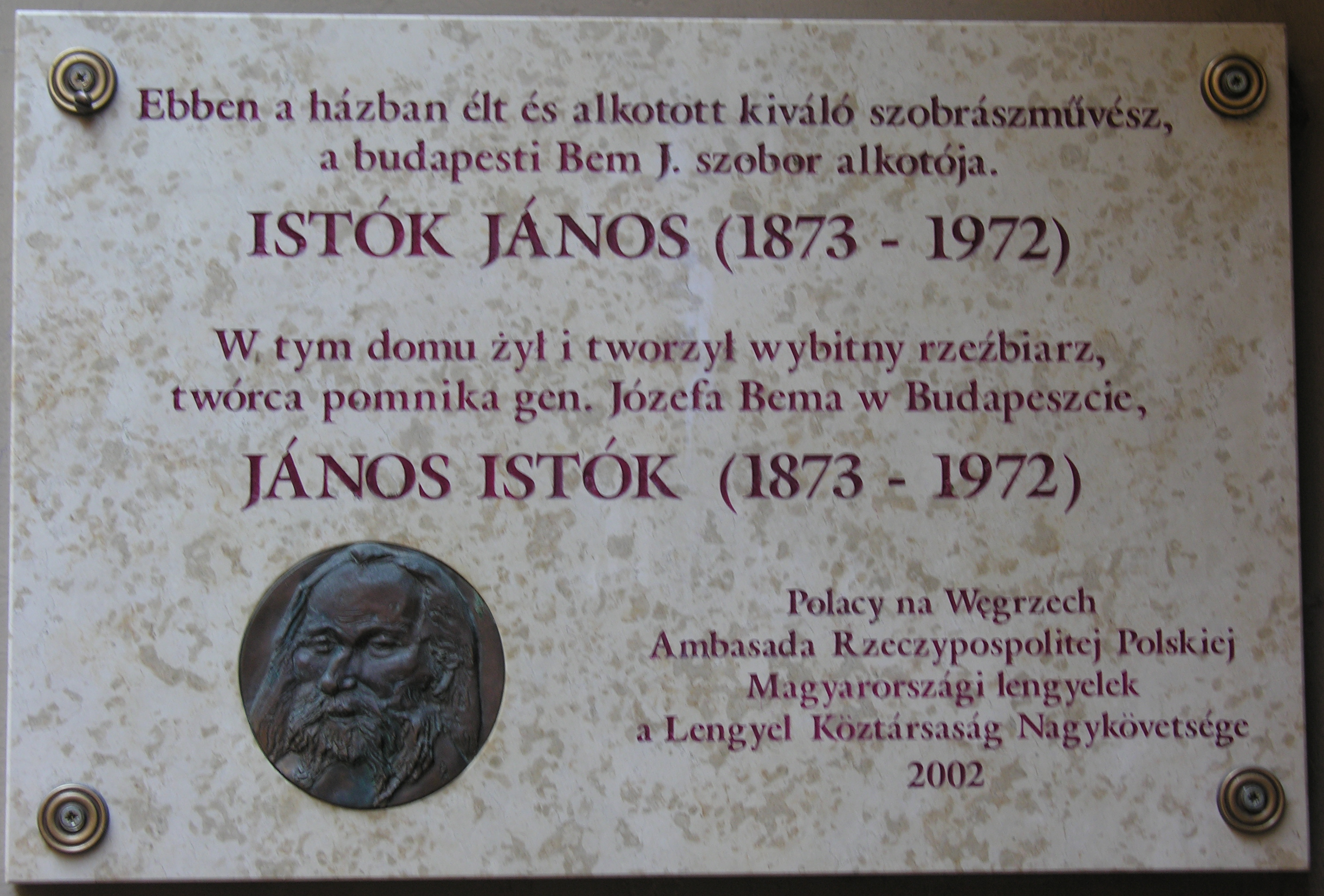
Istók János emléktáblája egykori lakhelyén, a Ráday utca 22. szám alatt.

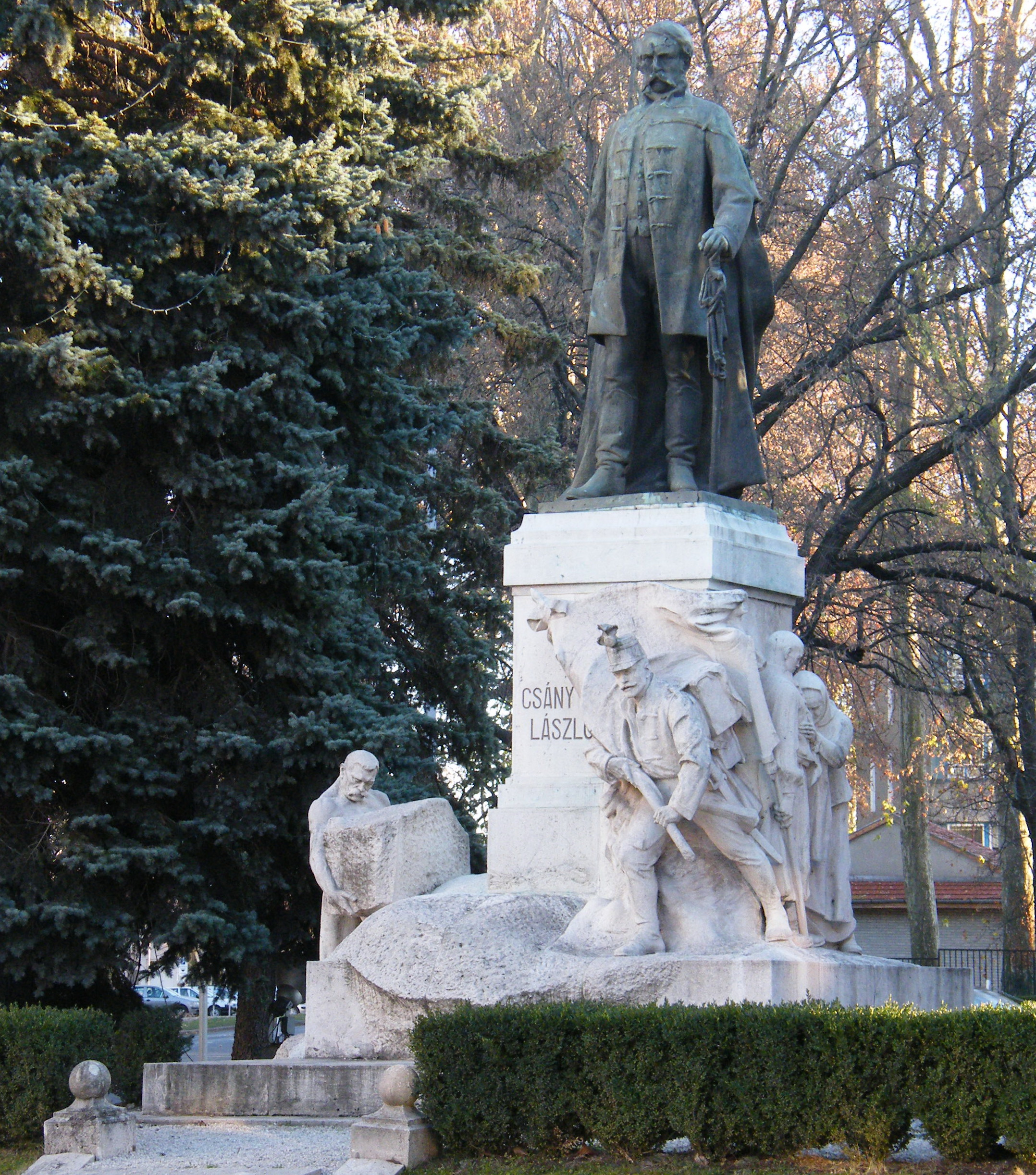
Csány László szobra Zalaegerszegen, 1931.

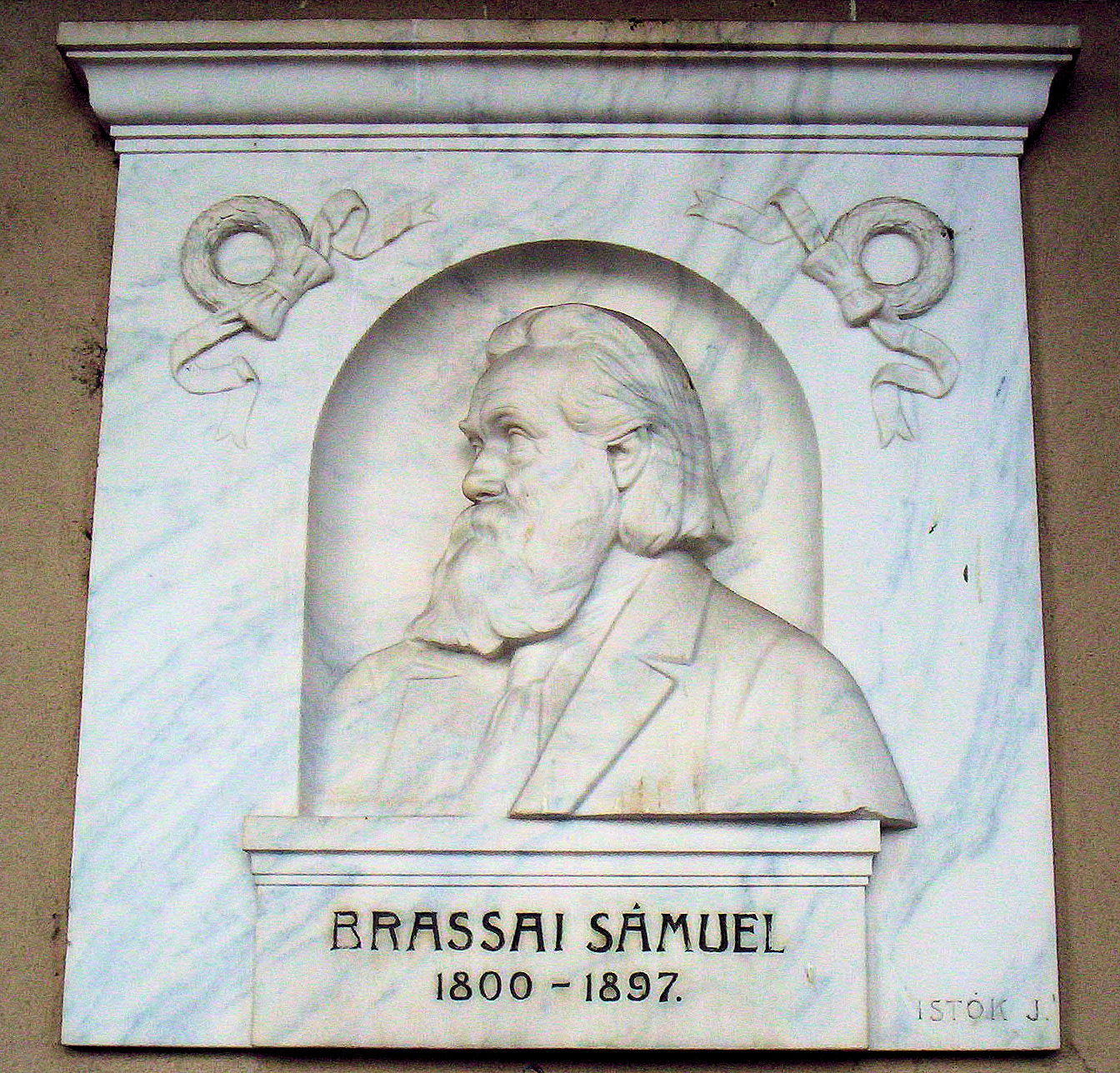
Brassai Sámuel emléktáblája, 1930. Szeged

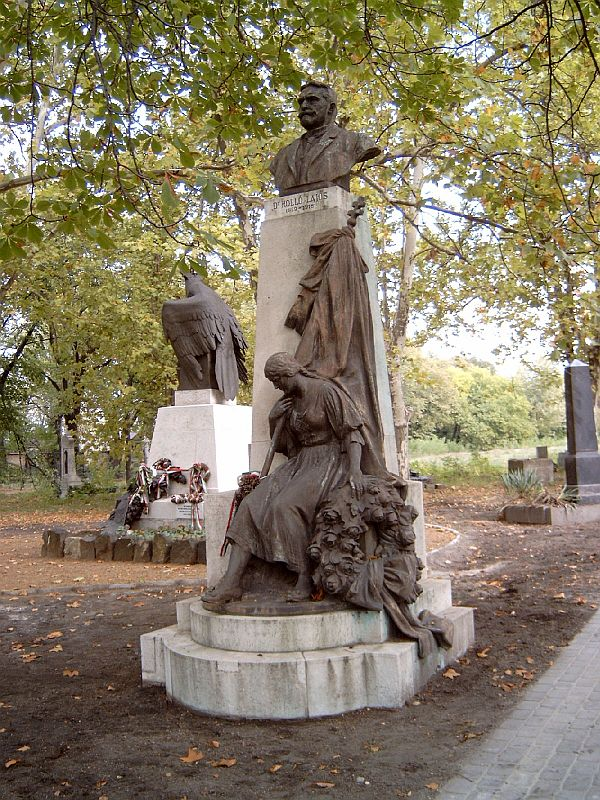
Holló Lajos sírja Budapesten, a Kerepesi temetőben.

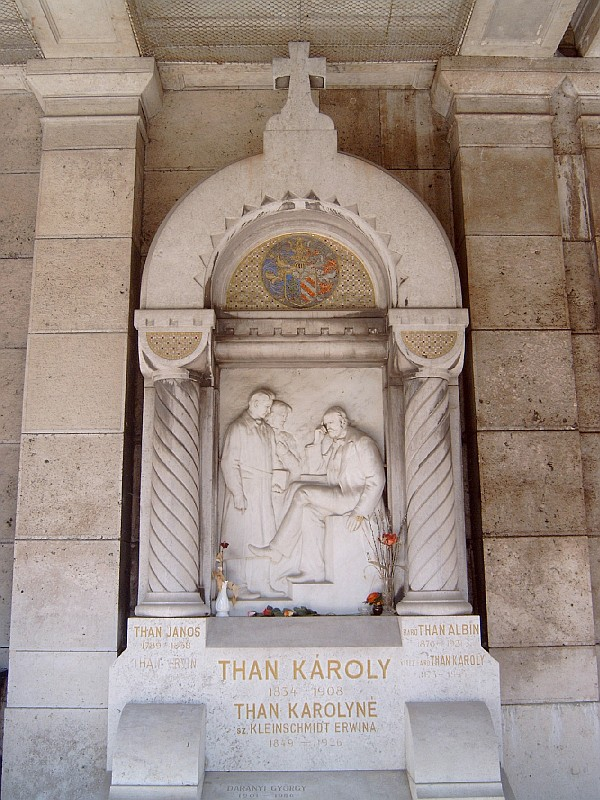
Than Károly sírja Budapesten, a Kerepesi temetőben.

Istók János (Bácsfalu, 1873. június 15. – Budapest, 1972. február 22.) magyar szobrász.
A két világháború közti időszak egyik legtöbbet foglalkoztatott köztéri szobrásza volt Magyarországon. Műveiben realisztikus, naturalista elemek keveredtek az akadémikus megoldással.

## Életpályája
Az ifjú János tehetségét tizennégy éves korában fedezte fel Kupcsay János, a hosszúfalusi fafaragászati iskola tanára, és maga mellé vette, tanítgatta, iskolai tandíját fizette. A hosszúfalusi fafaragó iskolában kezdett tehát formázással foglalkozni, majd 1892-ben a müncheni Állami Kőfaragási Intézetben folytatta, itt Éberle Sirius keze alá került. Ezután európai tanulmányútra indult, 1896-ban tért vissza Budapestre, s ott a híres székely szobrász, Köllõ Miklós vette maga mellé, aki Hosszúfaluban szintén Kupcsay tanítványa volt. 1899-ben Stróbl Alajos mesteriskolájába került, de tanulmányai mellett már komoly pályázatokon is részt vett.
1902-ben, fiatalon megbízást kapott a Magyar Nemzeti Múzeumot alapító Széchényi Ferenc szobrának elkészítésére, a százéves alapítási évfordulón avatták fel szobrát. 1905-ben a Ramassetter Vince szoborpályázat első díját nyerte, a szobrot 1908-ban állították fel Sümegen. 1911-ben részt vett a Bartha Miklós-szoborpályázaton, amelyet megnyert. (Zala György ellenezte ezt a döntést). 1913-ban felavatták a Bartha Miklós szobrot, s ekkor kezdett Gábor Áron szobrának formálásába.  A Zalaegerszeg által rendelt Csány László szobor kőből faragott, 1912-ben már kész mellékalakjai közül a Munkát szimbolizáló szobrot 1919. május 1-jén a Parlament előtt állították fel. Az I. világháború után számos hadiemlékműre kapott megrendelést, így Budapesten a Martinelli téri dombormű, a szervita templom homlokzatán az ő műve. A legismertebb, hatásos, nagyméretű szobrát, a Bem József szobrot 1934-ben állították fel Budapesten. Ebben az időben tagja volt a lengyel–magyar kapcsolatok ápolását célul tűző Magyar Mickiewicz Társaságnak.
Számos épületplasztikát és többnyire márványba faragott síremléket készített. Kitűnő portrékat készített többek között családtagjairól is. Jelentősek kisméretű mellszobrai, Móra Ferenc mellszobrát 1959-ben Kiskunfélegyházán állították fel. Domborművek (Petőfi Sándor, Nagyszeben), plakettek, érmék sokasága egészíti ki munkásságát.
1933 pünkösdjén leplezték le Nagykanizsán impozáns ünnepség keretei között Árpád fejedelem nemzetségének totemállatát, a Turulmadarat, valamint a hozzá kapcsolódó – a Zrínyi család és a magyar állam címerével díszített – országzászlót. A szobrot az 1950-es években eltávolították és beolvasztásra ítélték, de a gépgyár munkásai megmentették, és 1990 pünkösdvasárnapján eredeti szépségében visszaállítva, újra fölavatták.

## Díjai, kitüntetései
- Királyi arany érdemrend 1902-ben felavatott Széchényi Ferenc szobráért.
- Érdemes művész (1963),
- Kiváló művész (1970).

## Kiállításai
- 1902 – Részt vett az Erdélyrészi Képzőművészeti Társaság első kiállításán Kolozsvárott
- 1964 – Gyűjteményes kiállítását a pesterzsébeti múzeumban rendezték meg.

## Élete, családja
Szülei: Istók János napszámos és Veres Borcsa Anna, anyai nagyapja Veres Borcsa István, 1848-as honvéd, kőműves mester. Tizenhat évesen egy dinamitgolyó felrobbant a kezében, s jobb kezének három ujját szétroncsolta, ezeket amputálni kellett. 1901-ben vette feleségül Tuboly Ilonát (1880–1962). 1902-ben megszületett elsõ gyermekük, János, aki orvosi pályára lépett és a magyar hadseregben alezredes fõorvos lett. 1903. június 1-jén érdemei elismeréseként Bácsfalu község 1178/903. számú határozatával díszpolgárává választotta a 30 éves mûvészt. A határozatot Bálint András bíró és Bacsó Mihály jegyzõ írták alá. 1905-ben megszületett második fia, László, aki festõ, szobrász, író, 1935–1939 között az Õserõ címû szépirodalmi, társadalmi, tudományos, mûvészeti és közgazdasági folyóirat fõszerkesztõje lett.

## Művei
Négy szobra áll Budapesten, 16 pedig vidéken.

### Köztéri szobor, dombormű
- Fekvő kutya, (kő, Fővárosi Állat- és Növénykert, eredetileg Budapesti Vidám Park)
- Széchényi Ferenc szobra (bronz, magasság: 234 cm 1902, Magyar Nemzeti múzeum kertje, Budapest)
- Darnay Béla-portré (műkő, 1904, Városi Múzeum, Veszprém)
- Szilágyi Dezső szobra a Szilágyi Dezső-kilátón (1904, Tarajka)
- Kossuth Lajos (mellszobor, 1905, Várfalva, Kolozs vm.)
- Ramassetter Vince (bronz, márvány, 1907, Sümeg)
- Ghyczy Kálmán emléktáblája (Komárom, 1908–1945, restaurálva 2003.)[9]
- Kisfaludy Sándor, Szegedi Róza-síremlék domborműve (bronz, 1908, Sümeg)
- Bartha Miklós (1914, Városliget)
- Király József püspök (Komárom, Selye János Gimnázium, 1914-1947, majd 2001-ben került visszakerült)
- Hősi emlék (1925, Budapest, XVI. ker., Rákosfalva)
- I. világháborús emlékmű (mészkő, 1927, Lovászpatona)
- Hetes huszárok emlékműve (1930, Budapest, Szervita tér)
- Brassai Sámuel (1930, Szeged, Dóm tér)
- I. világháborús emlékmű (1931, Budapest, XVI. ker.)
- Salamon Ferenc emléktábla (Budapest, VII. ker.)
- Bem József (1934, Budapest, II. ker., Bem tér)
- I. világháborús emlékmű (műkő, 1934, Ősi)
- Táncsics Mihály emléktábla (1948, Budapest, I. ker.)
- Csány László szobra (Zalaegerszeg)

### Épületplasztika
- Sportoló nő és férfi, Bp. Császár uszoda, 1928

### Síremlék

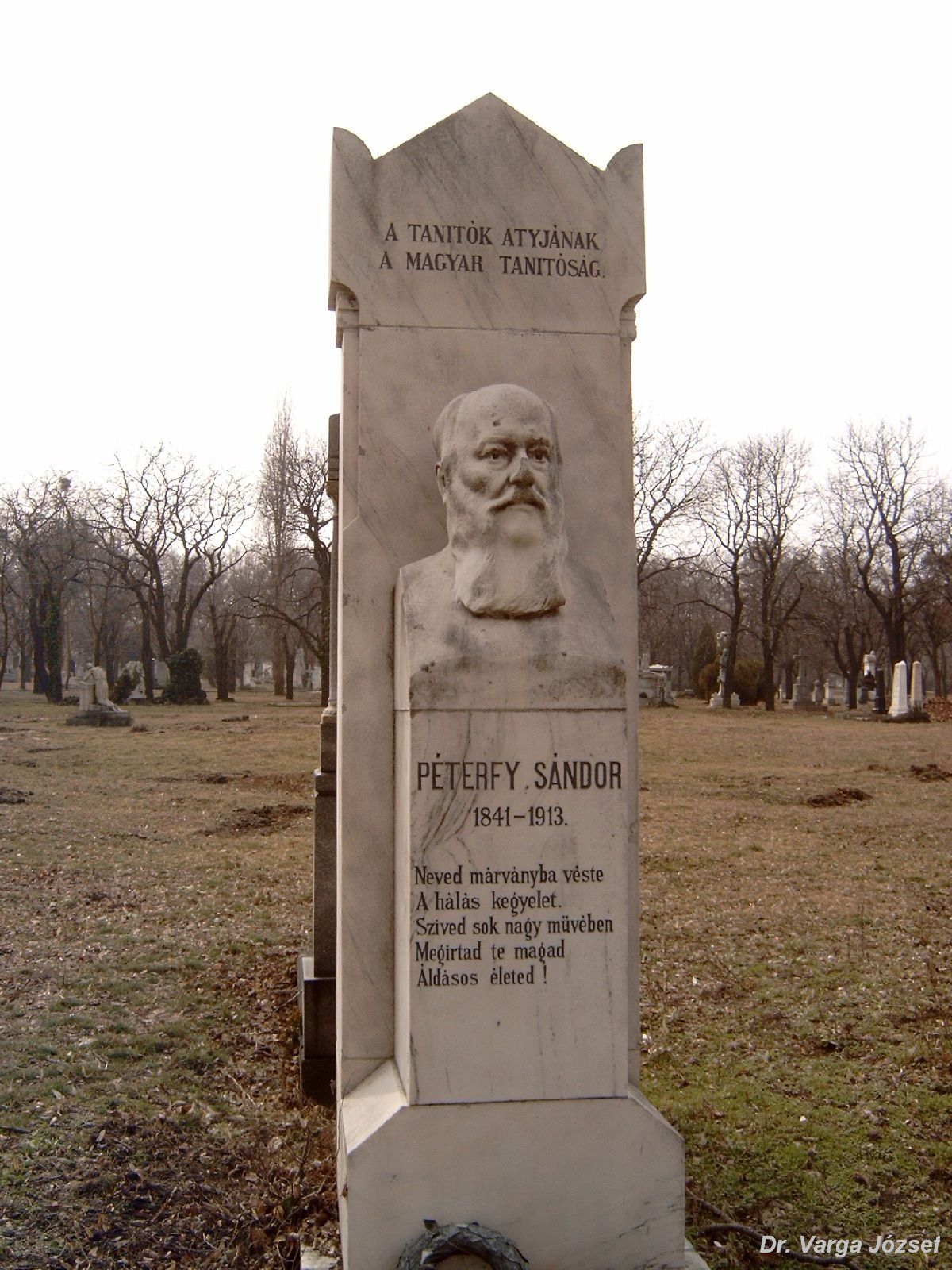
Péterfy Sándor sírja a Kerepesi temetőben.

- Than Károly, Kerepesi temető, 1910
- Péterfy Sándor, Kerepesi temető, 1913
- Holló Lajos bronz síremléke, Kerepesi temető, 1913
- Luiszer család síremléke Sümegen
- Szávay Gyula bronz síremléke, Farkasréti temető

### Kisplasztika
- Bem József (bronz, magasság: 65 cm, Magyar Nemzeti Galéria, Budapest)
- David  (bronz, magasság: 92 cm, 1924, Magyar Nemzeti Galéria, Budapest)
- Szabad hajdú (bronz, 1909, magántulajdon)

#### Kisméretű mellszobrok
- Munkácsy Mihály mellszobra (gipsz, magasság: 22 cm, 1904, Magyar Nemzeti Galéria, Budapest)
- A művész nagyatyja (terrakotta, magasság: 28 cm, 1902, Magyar Nemzeti Galéria, Budapest)
- Vörösmarty Mihály
- Jókai Mór
- Vajda János
- Madách Imre
- Anyám (márvány, magasság: 45 cm, 1911, Magyar Nemzeti Galéria, Budapest)

### Plakettek
- Antal Gábornak (bronz, 80 x 58 mm, 1909, Magyar Nemzeti Galéria, Budapest)

## Emlékezete
2002-ben, a mûvész halálának 30 éves évfordulója alkalmából a Lengyel Társadalmi Emlékbizottság, a Lengyel Köztársaság budapesti nagykövetsége, Ferencváros Önkormányzata, valamint a Magyarországon élõ lengyelek a Budapest, IX. kerület Ráday u. 22. alatti házán emléktáblát helyeztek el, ami a magyarországi lengyelek fontos emléke, illetve emlékhelye.
Születésének 110. évfordulóján, 1983. június 16-án, a Farkasréti temetõben megemlékeztek a szobrászmûvészrõl. Vezérszónok Gádor Endre volt, a Mûvelõdési Minisztérium Képzõmûvészeti Osztályának vezetõje.
Születésének 120. évfordulója alkalmából a négyfalusi Városi Tanács Bácsfaluban utcát nevezett el róla.
2002. február 22-én, halálának 30. évfordulóján a Hétfalusi Magyar Mûvelõdési Társaság küldöttsége helyezte el sírjára a kegyelet virágait.
2002. szeptember 26-án a négyfalusi Városi Tanács 108/2002. számú határozatával Négyfalu megyei jogú város díszpolgárává választotta.
A Hétfalusi Magyar Mûvelõdési Társaság a 2003-as évet Istók János évvé nyilvánította, a Mûvész születésének 130. évfordulója alkalmából.

## Források

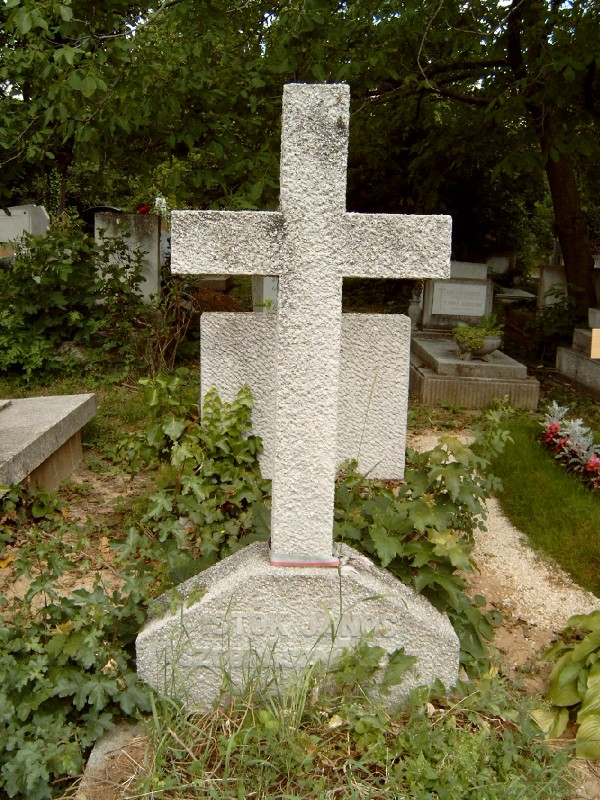
Istók János sírja Budapesten. Farkasréti temető: 11/1-1-346.